# Format (Zeitschrift)
Format war eine von 1998 bis 2015 erscheinende österreichische Wochenzeitschrift der Verlagsgruppe News. Der thematische Schwerpunkt lag bei österreichischer und internationaler Wirtschaft; daneben wurden auch Rubriken zu Politik, Kultur und sogenannten Lifestyle-Themen geführt.
Format wurde ursprünglich in Konkurrenz zu profil gegründet. Mittlerweile erscheint auch profil in der Verlagsgruppe News.
Chefredakteure der Zeitschrift waren Andreas Lampl und Andreas Weber.
Format tritt seit 2016 gemeinsam mit der Zeitschrift trend unter der Marke „Trend“ auf.

## Auflage und Reichweite
Die Druckauflage lag laut Österreichischer Auflagenkontrolle (ÖAK) durchschnittlich bei 50.276 Exemplaren. Die verkaufte Auflage betrug 29.442 Exemplare (exkl. der sonstigen bezahlten Auflage in Höhe von 4.900 Exemplaren). Rund 4.400 Exemplare wurden gratis vertrieben, die Restauflage betrug 11.400 Exemplare.
Laut Arbeitsgemeinschaft Media-Analysen MA 13/14 – Wochenmagazine Total hatte Format in Österreich 115.000 Leser pro Ausgabe. Dies entsprach einer auf ganz Österreich bezogenen Reichweite von 1,6 %.
Gemäß Österreichischer Webanalyse (ÖWA) vom Dezember 2014 erreichte das Online-Angebot format.at rund 229.000 Unique Clients, 342.000 Visits und über 651.000 Seitenabrufe.